# The Moody Blues
The Moody Blues su engleski psihodelični rock sastav iz Birminghama.  Sastav su osnovali Michael Pinder i Ray Thomas, koji su ispočetka svirali rhythm and blues poput drugih sličnih grupa iz Birminghama, 1964. pridružio im se Graeme Edge a potom John Lodgeand i Justin Hayward. 
Kao sastav su značajni jer su razvili novu rock podvrstu progresivni rock.  Oni su se na neki način prvi uhvatili spajanja europske glazbene tradicije i rock glazbe, što je po najviše došlo do izražaja na albumu iz 1967. Days of Future Passed.
Kao grupa bili su i neobično komercijalno uspješni, prodali su svu silu albuma, još i danas su aktivni i koncentriraju ( posljednju turneju imali su 2008. po Americi i Britaniji ).

## Povijest sastava
Moody Bluese osnovali su 4. svibnja, 1964., u četvrti Erdington, Birmingham, Engleska. Ray Thomas, John Lodge i Michael Pinder, koji su prije bili članovi sastava El Riot & the Rebels (lokalne atrakcije). Zatim su u sastav uzeli Denny Laine ( gitara/vokal ), Graeme Edge ( bubnjevi) i Clint Warwick ( bas-gitara ).
Nakon prvog debija u Birmingham, otišli su u London i potpisali ugovor s menadžerskom tvrtkom 'Ridgepride' Alexa Murrayja (Alex Wharton), koji im je pomogao da se dokopaju ugovora za snimanje s gramofonskom tvrtkom Decca Records.
U proljeće 1964. objavili su singl Steal Your Heart Away koji je ušao na top liste, a njihov sljedeći singl Go Now (objavljen poznije te iste godine), označio je početak njihova uspjeha. Oni su to ozbiljno oglašavali preko TV, čak su imali i vlastiti promocionalni film ( rijetkost za to vrijeme) režiran od strane Whartona.

## Članovi sastava
I pored toga što je sastav Moody Blues bio djelomično stabilan od 1966., ipak je bilo važnih kadrovskih promjena od 1964. do današnjih dana:
| Godina        | Gitara, Vokal  | Bas gitara, Vokal | Flauta, Vokal           | Bubnjevi                               | Klavijature                                                             |
| ------------- | -------------- | ----------------- | ----------------------- | -------------------------------------- | ----------------------------------------------------------------------- |
| 1964-1966     | Denny Laine    | Clint Warwick     | Ray Thomas              | Graeme Edge                            | Mike Pinder                                                             |
| 1966-1978     | Justin Hayward | John Lodge        | Ray Thomas              | Graeme Edge                            | Mike Pinder                                                             |
| 1978-1990     | Justin Hayward | John Lodge        | Ray Thomas              | Graeme Edge                            | Patrick Moraz                                                           |
| 1990-2002     | Justin Hayward | John Lodge        | Ray Thomas              | Graeme Edge Gordon Marshall (otpušten) | Bias Boshell (otpušten) Paul Bliss (otpušten) Danilo Madonia (otpušten) |
| 2002-do danas | Justin Hayward | John Lodge        | Norda Mullen (otpušten) | Graeme Edge Gordon Marshall (otpušten) | Paul Bliss (otpušten)                                                   |

## Diskografija

### Singl ploče
| Godina | Naziv                                                            | Britanska top lista | Američka top lista (Billboard Hot 100) |
| ------ | ---------------------------------------------------------------- | ------------------- | -------------------------------------- |
| 1964   | "Steal Your Heart Away" / But Don't Lose Your Mind               | –                   | –                                      |
| 1964   | "Go Now" / It's Easy Child                                       | 1                   | 10                                     |
| 1965   | "I Don't Want To Go On Without You" /Time Is on My Side          | 33                  | –                                      |
| 1965   | "From the Bottom of My Heart (I Love You)" / And My Baby's Gone  | 22                  | 93                                     |
| 1965   | "Everyday" / You Don't (All The Time)                            | 44                  | –                                      |
| 1966   | "Boulevard De La Madeleine" /This Is My House (But Nobody Calls) | –                   | –                                      |
| 1967   | "Life's Not Life" / He Can Win                                   | –                   | –                                      |
| 1967.  | "Fly Me High" / I Really Haven't Got The Time                    | –                   | –                                      |
| 1967.  | "Love and Beauty" / Leave This Man Alone                         | –                   | –                                      |
| 1967.  | "Nights in White Satin" / Cities                                 | 9                   | 2                                      |
| 1968.  | "Tuesday Afternoon" / Another Morning                            | –                   | 24                                     |
| 1968.  | "Voices in the Sky" / Dr. Livingstone, I Presume                 | 27                  | –                                      |
| 1968.  | "Ride My See-Saw" / A Simple Game                                | 42                  | 61                                     |
| 1969   | "Never Comes the Day" / So Deep Within You                       | –                   | 91                                     |
| 1970   | "Watching and Waiting" / Out and In                              | –                   | –                                      |
| 1971   | "Question" / Candle of Life                                      | 2                   | 21                                     |
| 1971   | "The Story In Your Eyes" / My song                               | –                   | 23                                     |
| 1972   | "Isn't Life Strange" / After You Came                            | 13                  | 29                                     |
| 1973   | "I'm Just a Singer (In a Rock and Roll Band)" / For My Lady      | 36                  | 12                                     |
| 1978   | "Steppin' In a Slide Zone" / Had to Fall in Love                 | –                   | 39                                     |
| 1978   | "Driftwood" / I'm Your Man                                       | –                   | 59                                     |
| 1981   | "Gemini Dream" / Painted Smile                                   | –                   | 12                                     |
| 1981   | "The Voice" / 22,000 Days                                        | –                   | 15                                     |
| 1981   | "Talking Out of Turn" / Veteran Cosmic Rocker                    | –                   | 65                                     |
| 1983   | "Blue World" / Going Nowhere                                     | 35                  | 62                                     |
| 1983   | "Sitting at the Wheel" / Sorry                                   | –                   | 27                                     |
| 1984   | "Running Water" / Under My Feet                                  | –                   | –                                      |
| 1986   | "Your Wildest Dreams" / Talkin' Talkin                           | –                   | 9                                      |
| 1986   | "The Other Side of Life" / The Spirit                            | –                   | 58                                     |
| 1988   | "I Know You're Out There Somewhere" / Miracle                    | 52                  | 30                                     |
| 1988   | "No More Lies" / River of Endless Love                           | –                   | –                                      |
| 1991   | "Say It With Love" / Lean On Me (Tonight)                        | –                   | –                                      |
| 1991   | "Bless the Wings (That Bring You Back)" / Once Is Enough         | –                   | –                                      |
| 1999   | "English Sunset" / Haunted                                       | –                   | –                                      |
| 2003   | "December Snow" /                                                | –                   | –                                      |

### Studijski albumi
- The Magnificent Moodies (UK -, S.A.D. -), Decca Records ( 22. Srpanj 1965 )
- Days of Future Passed (UK #27, S.A.D. #3), Deram Records ( 10. Prosinac, 1967)
- In Search of the Lost Chord (UK #5, S.A.D. #23), Deram Records ( 26. Srpanj, 1968)
- On the Threshold of a Dream (UK #1, S.A.D. #20), Deram Records, (25. Travanj, 1969)
- To Our Children's Children's Children (UK #2, S.A.D. #14), Threshold Records, (21. Prosinac, 1969)
- A Question of Balance (UK #1, S.A.D. #3), Threshold Records (7. Kolovoz, 1970)
- Every Good Boy Deserves Favour (UK #1, S.A.D. #2), Threshold Records (23. Srpanj, 1971)
- Seventh Sojourn (UK #5, S.A.D. #1), Threshold Records (17. Prosinac, 1972)
- Octave (UK #7, S.A.D. #13), Decca Records (9. Lipanj, 1978)
- Long Distance Voyager (UK #6, S.A.D. #1), Polydor Records (15. Svibanj, 1981)
- The Present (UK #15, S.A.D. #43), Polydor Records (28. Kolovoz, 1983)
- The Other Side of Life (UK #24, S.A.D. #9), Polydor Records (Svibanj, 1986)
- Sur la Mer (UK #21, S.A.D. #38), Polydor Records (1. Lipanj, 1986)
- Keys of the Kingdom (UK #54, S.A.D. #94), Polydor Records (25. Lipanj, 1991)
- Strange Times (UK #7, S.A.D. #93), Polydor Records (17. Kolovoz, 1999)
- Decembar (UK -, S.A.D. -), Universal Music Group (28. Listopad 2003)

## Vanjske poveznice
- Službene webstranice Moody Bluesa
- Službena fan udruga Moody Bluesa